# Tecendo o Saber
Tecendo o Saber é uma série de televisão educacional produzida pelo Instituto Paulo Freire e que foi exibida pela TV Globo de 3 de outubro até 29 de dezembro de 2005, em 64 episódios. Era exibida diariamente às 6:30 da manhãs, logo após o Telecurso, integrando a faixa educacional da emissora, sendo reprisado até 2010 no mesmo horário. Em 2006 passou a ser exibida também no Canal Futura, TV Cultura, TV Brasil e TV Escola, exatamente por serem canais educacionais e o seriado se enquadrar no conceito. Narrado por Bruno Garcia, o seriado mostrava a vida de moradores de um bairro humilde que estão se envolvendo com a educação, decidindo terminar os estudos ou se profissionalizar para buscar uma melhor condição de vida.
O elenco contava com Cláudio Gabriel, Bemvindo Sequeira, Ana Paula Bouzas, Roberta Rodrigues, Antônio Fragoso, Aline Aguiar e Agles Steib, além da narração de Bruno Garcia e diversas participações especiais em cada episódio.

## Enredo
Com a proposta de levar conhecimento do ensino fundamental básico a jovens e adultos, a série exibe histórias que partem de temas como sexualidade, trabalho e meio ambiente, propondo melhoria na qualidade de vida e transformação da sociedade. O núcleo de protagonistas é composto pelo migrante nordestino Celestino, pela diarista Socorro e sua filha Bruna, pelo primo de Socorro, o também migrante Francisco, pelo desempregado Januário e por sua mulher, a gari Valdete. Enquanto alguns deles decidem terminar os estudos fundamentais, os quais haviam largado na adolescência pela situação difícil que viviam, outros decidem se profissionalizar para buscar uma melhor qualidade de vida.

## Elenco
| Ator/Atriz        | Personagem         |
| ----------------- | ------------------ |
| Cláudio Gabriel   | Francisco Ferreira |
| Bemvindo Sequeira | Celestino          |
| Ana Paula Bouzas  | Socorro da Silva   |
| Roberta Rodrigues | Valdete Pereira    |
| Antônio Fragoso   | Januário Pereira   |
| Aline Aguiar      | Bruna da Silva     |
| Agles Steib       | Ronaldo            |
| Bruno Garcia      | Narrador           |

### Personagens
- Francisco Ferreira (Cláudio Gabriel) - Morava em São Luís e se mudou para a cidade grande ser pedreiro. É analfabeto e tem vergonha disso. É primo de Socorro, apelidada por ele de "Prima Socó".
- Celestino (Bemvindo Sequeira) - baiano de Candeias, é dono de uma venda que também serve refeições. Apesar de pouco estudo, tem grande conhecimento sobre diversos assuntos.
- Socorro da Silva (Ana Paula Bouzas) - Mãe de Bruna, é natural de Belém. É doméstica e também faz empadas para a venda de Seu Celestino. Sonha em ter um restaurante ou um bar onde possa viver como cozinheira.
- Valdete Pereira (Roberta Rodrigues) - Casada com Januário, é gari e sustenta a casa. Sonha em ter uma vida melhor e ser mãe.
- Januário Pereira (Antônio Fragoso) - Órfão e ex-menino de rua do Paraná, é casado com Valdete. Não consegue um emprego fixo, então faz vários bicos para ajudar nas contas.
- Bruna da Silva (Aline Aguiar) - Filha de Socorro e namorada de Ronaldo, está na fase de descobertas e, as vezes, rebeldia. Trabalha na Rádio Comunitária e sonha conhecer o pai.
- Ronaldo (Agles Steib) - Namorado de Bruna, que vive violência doméstica do pai.
- Narrador (Bruno Garcia)

### Participações especiais
- Alexandre Borges - Teodoro Silveira
- Andréa Avancini - Professora de Bruna
- Arlindo Lopes - Ezequiel
- Augusto Madeira - Personagem: Funcionário do Censo
- Camila Pitanga - Ritinha, antigo amor de Francisco
- Carlos Seidl - Vendendor de lojas idoso
- Carlos Takeshi - Japonês de Tóquio
- Cláudio Galvan - Deonildo, amigo de Francisco
- Flávio Bauraqui - Marcos, advogado e patrão de Socorro
- Giulia Gam - Andréa, advogada e patroa de Socorro
- João Pedro Roriz - João Caiouá
- Letícia Sabatella - Marília, Jovem cadeirante que vira namorada de Francisco
- Lúcio Mauro - Morador de uma casa na Penha que faz amizade com Francisco
- Márcia Cabrita - Sarali
- Marília Gabriela - Supervisora que avalia Bruna para emprego de Telemarketing
- Marina Ruy Barbosa - Abgail, filha adotiva de Francisco
- Ronnie Marruda - Marão, pai de Bruna
- Sérgio Loroza - Pai André, líder do quilombo São José
- Suely Franco - Sebastiana, ex-namoradinha de adolescência de Celestino que o reencontra depois de velho
- Thaís Mesquita - Camila, adolescente que rouba o tênis de Bruna
- Vanessa Lóes - Lia
- Oberdan Junior - Julião
- Dedina Bernardelli - Madame Litz ou Noemi
- Peter Brandão - Raí, filho adotivo de Valdete e Januário
- Nelson Freitas - Personagem: Origenes
- Renan Monteiro - Washington mc
- Max Fercondini - Ovídio
- Carlos Simões - Paiva, jornalista da comunidade
- Márcio Veras - Rapaz que ajudou Francisco a encontrar um lugar para trabalhar
- Ruth de Souza - Avó de Washington
- Jean Fercondini - Léo, amigo de Bruna que emprestou um caderno com Hai-kai.
- Igor Paiva - Zé Geraldo, ex- vendedor de produtos ilegais.
- Thaíssa Araújo - Maria
- Caio Ramos - Gilvan
- Júnior Prata - Pai de Gilvan
- Francisca Queiroz - Patrícia
- Juliana Stuart - Teka

- Martinho da Vila, cantor e compistor
- Abadias do Nascimento, escritor
- Cláudio Vieira Salles, médico do Pavão Pavozinho
- Chitãozinho & Xororó, dupla de música sertaneja
- Pedro Bial, jornalista, escritor e aprenstador da Rede Globo